# Lista de gaitas de fole

## Europa Ocidental

### Grã-Bretanha
- Gaita escocês, Great Highland bagpipe (bagpipe importante nas regiões montanhosas), o tipo de bagpipe mais populares em todo o mundo, a gaita de fole de terras altas da Escócia.
- Pequenas bagpipe de Northumbria Northumbrian smallpipes: uma pequena bagpipe grall final de uma cobertura que é jogado em staccato.
- Bagpipe na planície, também chamado de Border pipes é muitas vezes confundido com o tipo, mas soa muito forte. É até as planícies da Escócia, e também em Inglaterra, perto da fronteira com a Escócia. Trata-se de cónico broca e uma campainha soa semelhante ao primeiro tipo, mas isto é completamente ou parcialmente cor.
- Pequenas escocês bagpipe, Scottish smallpipes: uma reinterpretação de um moderno instrumento extinto. Colyn foi Ross e outras que foram desenvolvidas por ele a partir da bagpipe decorrentes de Northumbria.
- Gaita de Cornwall, um tipo de gaita de fole extingiut com duplo grall; feitas tentativas para recuperar a partir da descrição literária e iconográfica. [1]
- Gaita Welsh (em Welsh:pibes cyrn, pibgod). Existem dois tipos, é um descendente de pibgorn, eo outro é baseado na Veuze Bretanha, ambos golpe com a sua boca e ter um Bordó.
- Gaita pastoral: ainda não sabemos a origem da gaita de fole com grall que podem ou não ter as chaves, e sempre com um refrão-chave (regulamentar), o seu desenvolvimento levou à bagpipe Uilleann.
- Gaita inglês: Com excepção da pequena bagpipe de Northumbria, no Inglês bagpipe, que tem mantido uma tradição ininterrupta. Entretanto, os entusiastas estão a tentar reconstruir vários tipos de bagpipe Inglês com base em descrições e representações, mas nenhuma prova física.

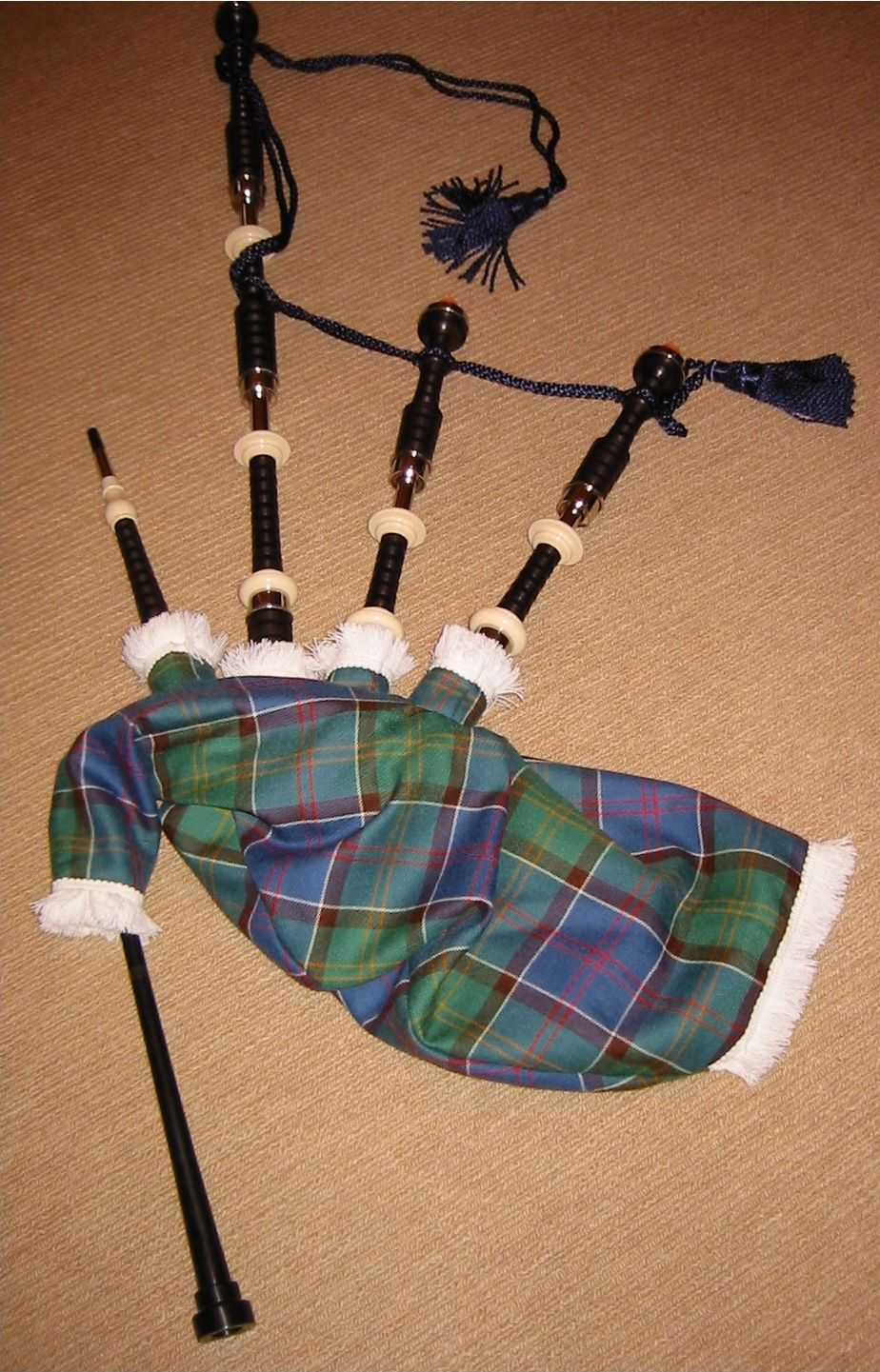
Great Highland bagpipe, bagpipe nas terras altas da Escócia
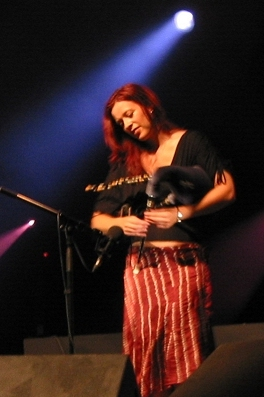
Northumbrian smallpipe; pequenas bagpipe na região de Northumbria
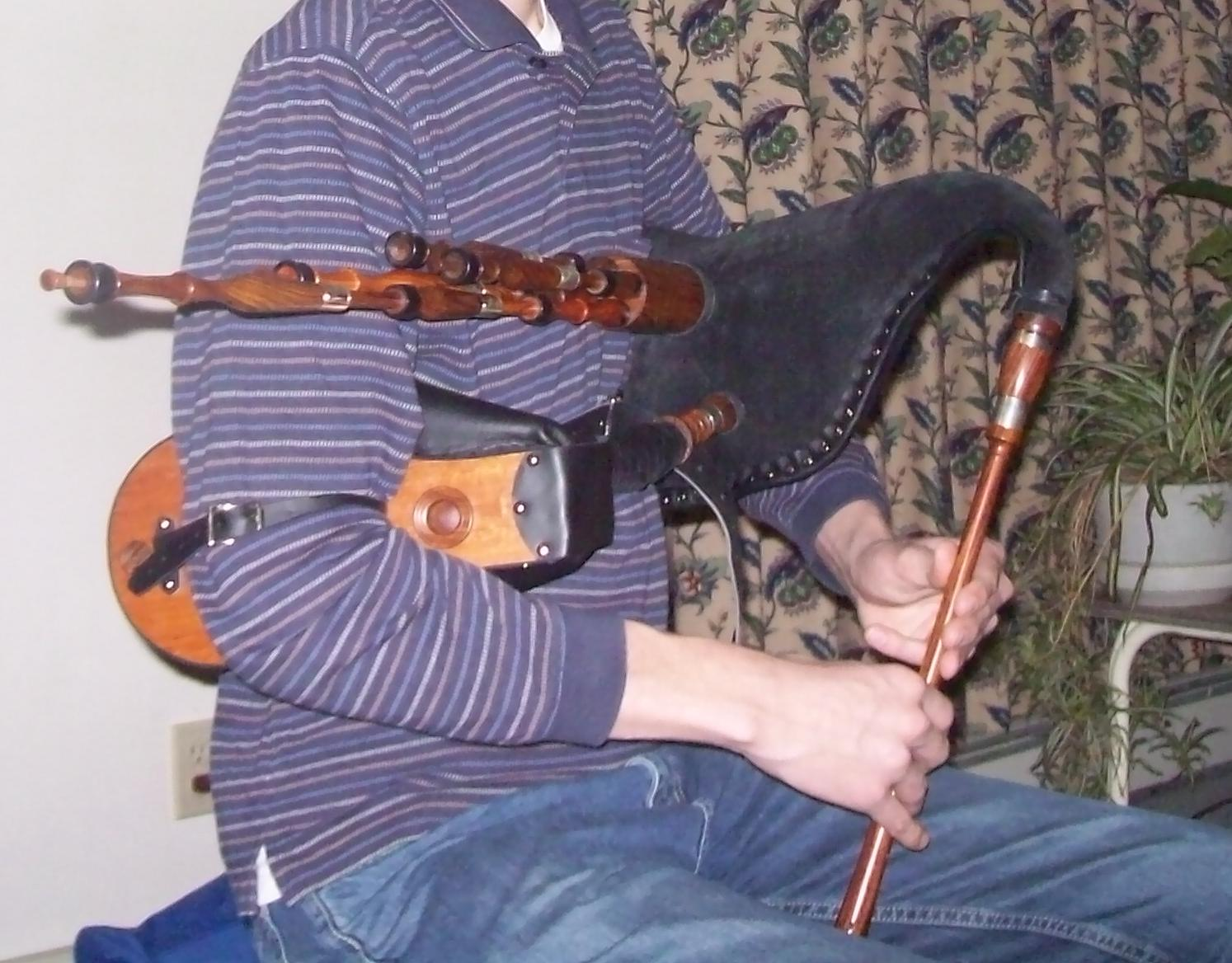
Pequenas escocês bagpipe
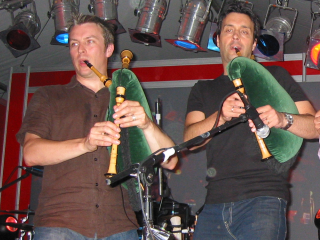
bagpipe • gal Lesa (Welsh Bagpipes)
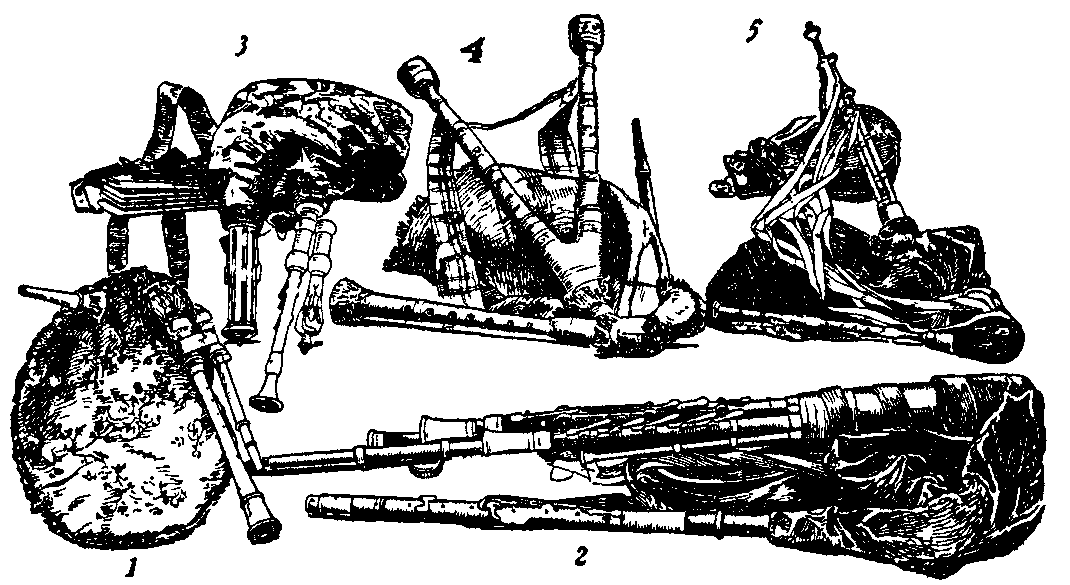
bagpipe Irlandês (2), Musette (3), gaita de fole do planalto (4) Zetland Bagpipes
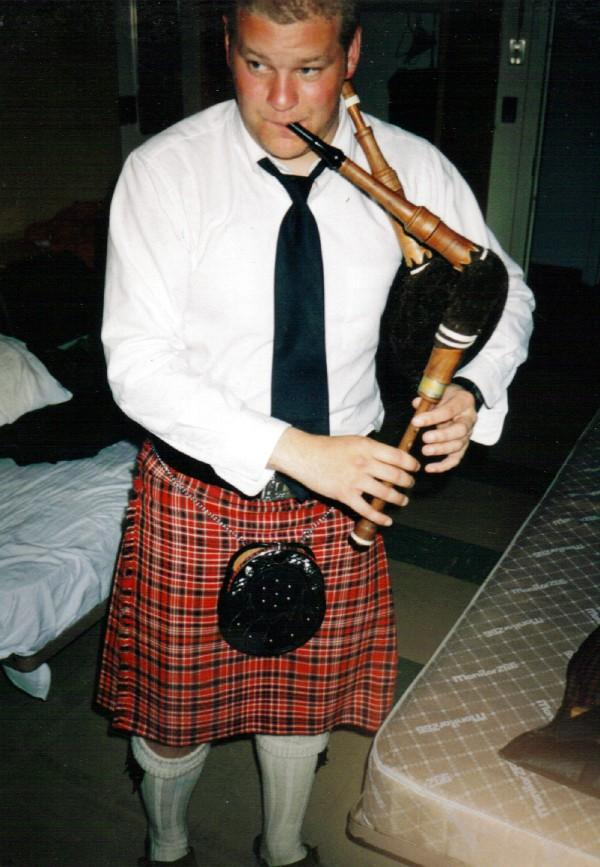
Zetland Bagpipes

### Irlanda
- Uilleann bagpipe, ou Uilleann pipes: Uma gaita com fole que soa; grall vezes é a chave, mas não sempre, e é sobre o beading (reguladores). O tipo de gaita de fole mais frequentes na música tradicional irlandesa.
- Irlandês bagpipe Grande Guerra, Great Irish Warpipes: O mais usado dos irlandeses regimentos do exército britânico, até ao final de 1960 s que foi instituído como o padrão elevado bagpipe nas regiões montanhosas. Bagpipe A guerra foi caracterizado por ter apenas um tenor beading.
- Gaita Brian Boru: é utilizado para a "Royal Inniskilling Fusiliers" irlandês no exército britânico, tinha três graves, incluindo um barítono, tenor e baixo do sintonizado. Ao contrário das grandes bagpipe das altas, a chave é grall que permite um espectro tonal muito mais amplo.
- Gaita pastoral: Embora a exata origem deste bagpipe grall, com ou sem as chaves e as chaves com beading é incerta, foi a de levar à Uilleann bagpipe.

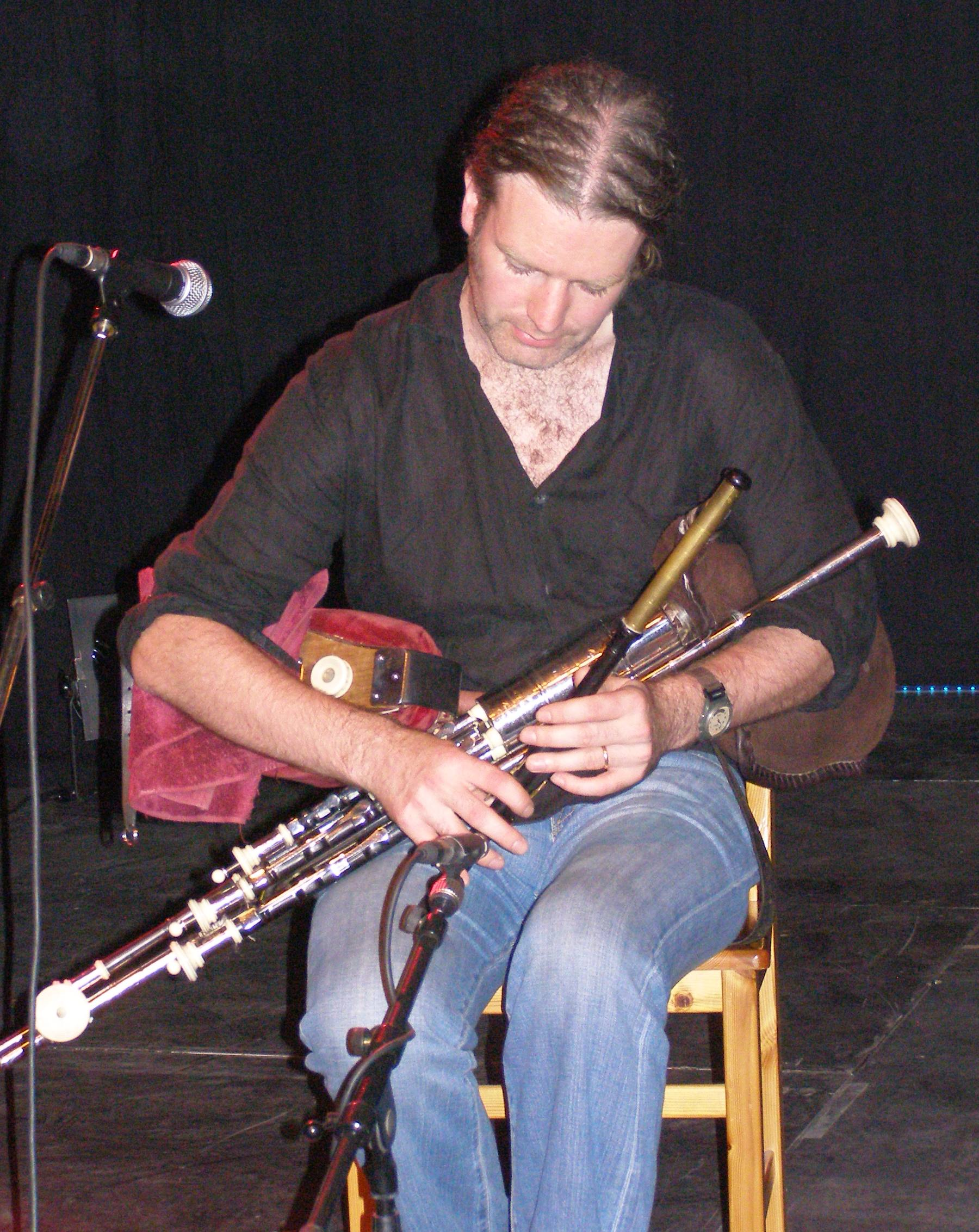
Uillean tubos
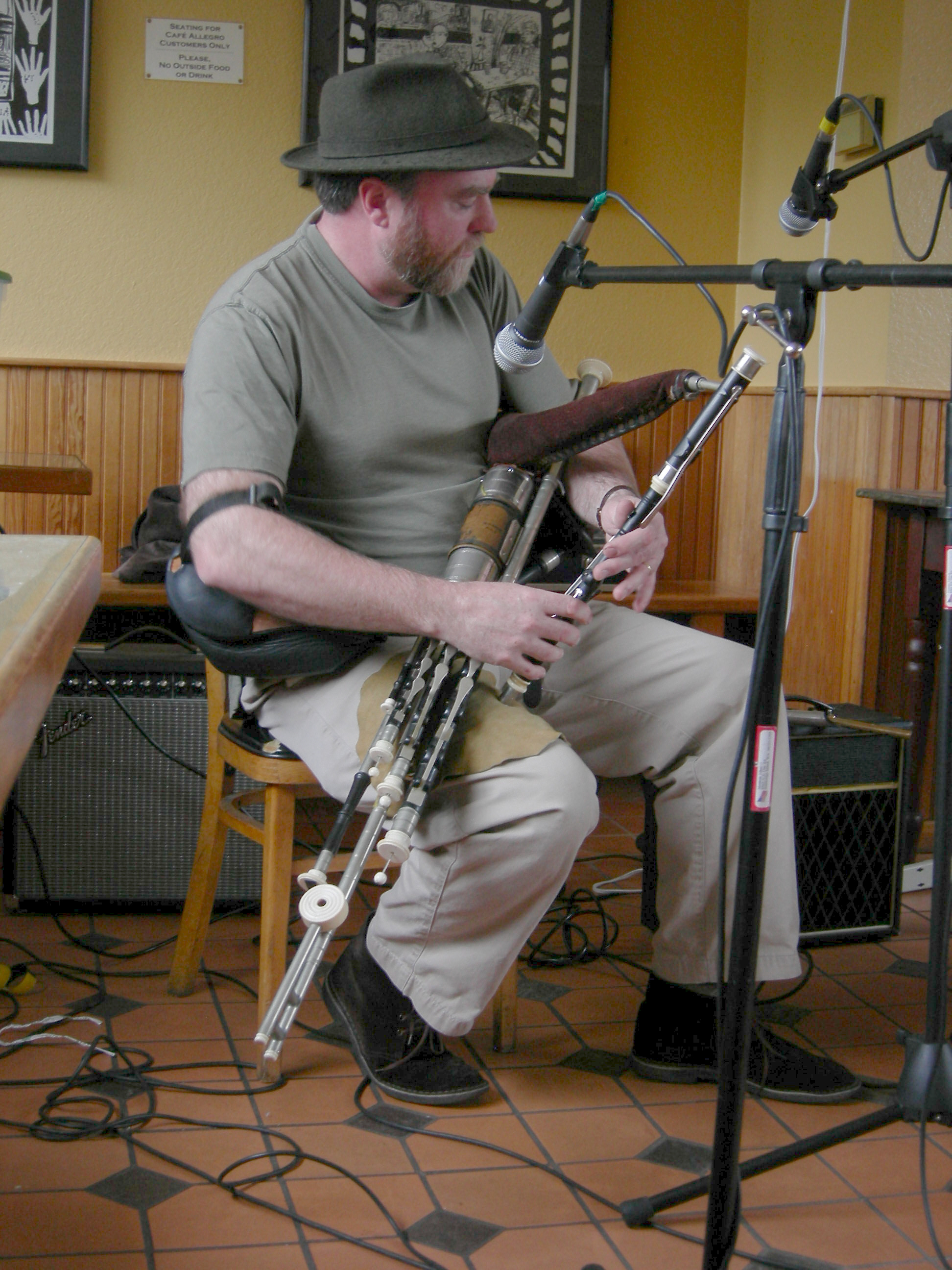
irlandês tubos, irlandês bagpipe

### França
- Musette de cour é um antepassado do francês bagpipe e Northumbria, que tem sido utilizado na música tradicional e, em composições do tribunal francês namoro ao século XVIII.
- Biniou ou biniou koz (bagpipe no estilo antigo) é uma gaita de fole de Inglaterra formidável com a sua boca. É o mais famoso bagpipe de França. Nesta região também usar o Great Highland bagpipe viajando em bandas chamado "bagadou" e apelou binious Braz "(grande bagpipe).
- Veuze, a gaita de fole é o departamento de de Vendée, o centro-oeste da França, tem semelhanças com o bagpipes Galiza.
- Cabrette, que é jogado no Auvergne, uma região no centro da França.
- Chabrette ou chabretta, que é jogado em Limousin, a norte de Occitània
- Bodega, que é típico do bagpipe Languedoc, que é feita com uma cabra pele íntegra.
- Boha, toque no Gasconha.
- Musette Bressane ou Musette de Bresse, uma região no leste da França.
- Chabrette poitevine; gaita em si é, na região de Poitou, mas é muito raro.

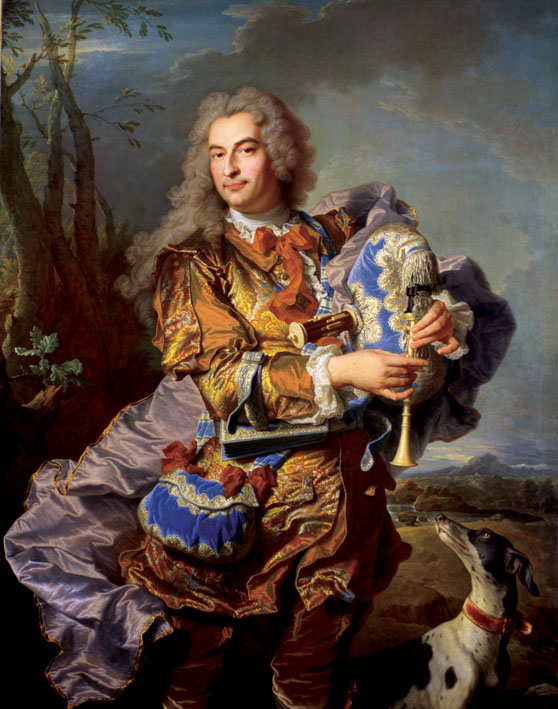
"Gaspard de la Musette jogando Gueidan [na Justiça] para Hyacinthe Rigaud, 1738.
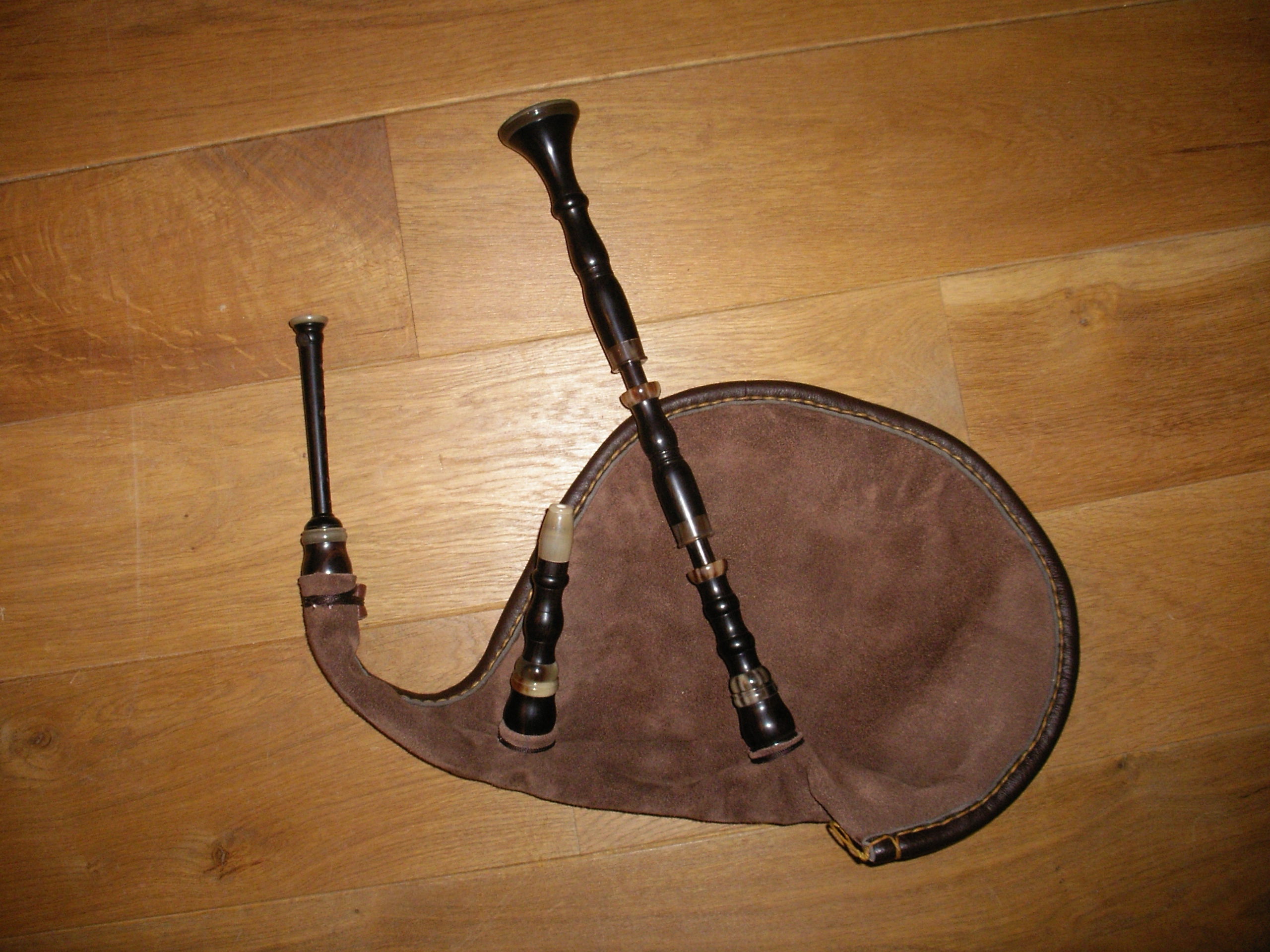
A binious kozh de Inglaterra
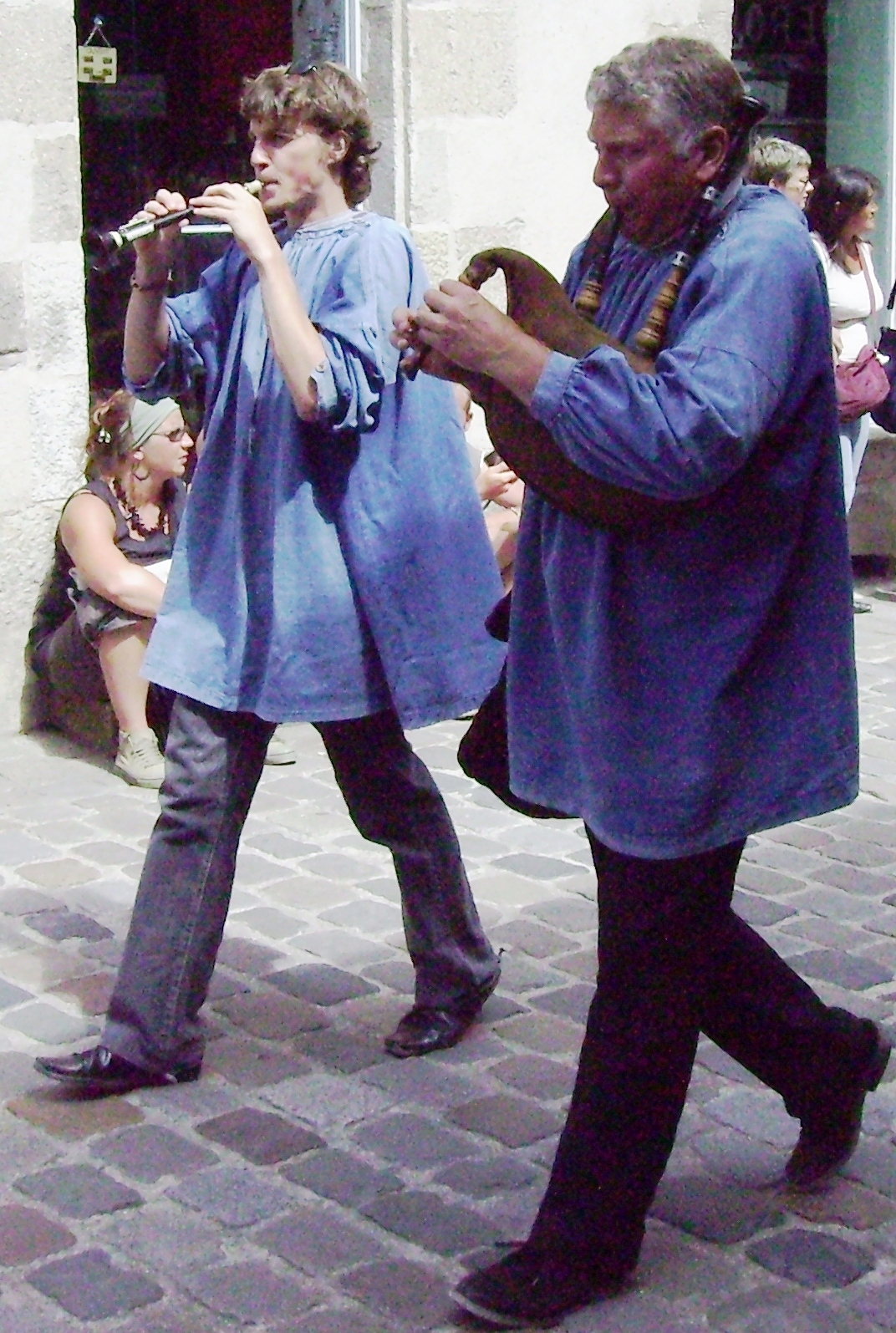
Bombarda e binious kozh
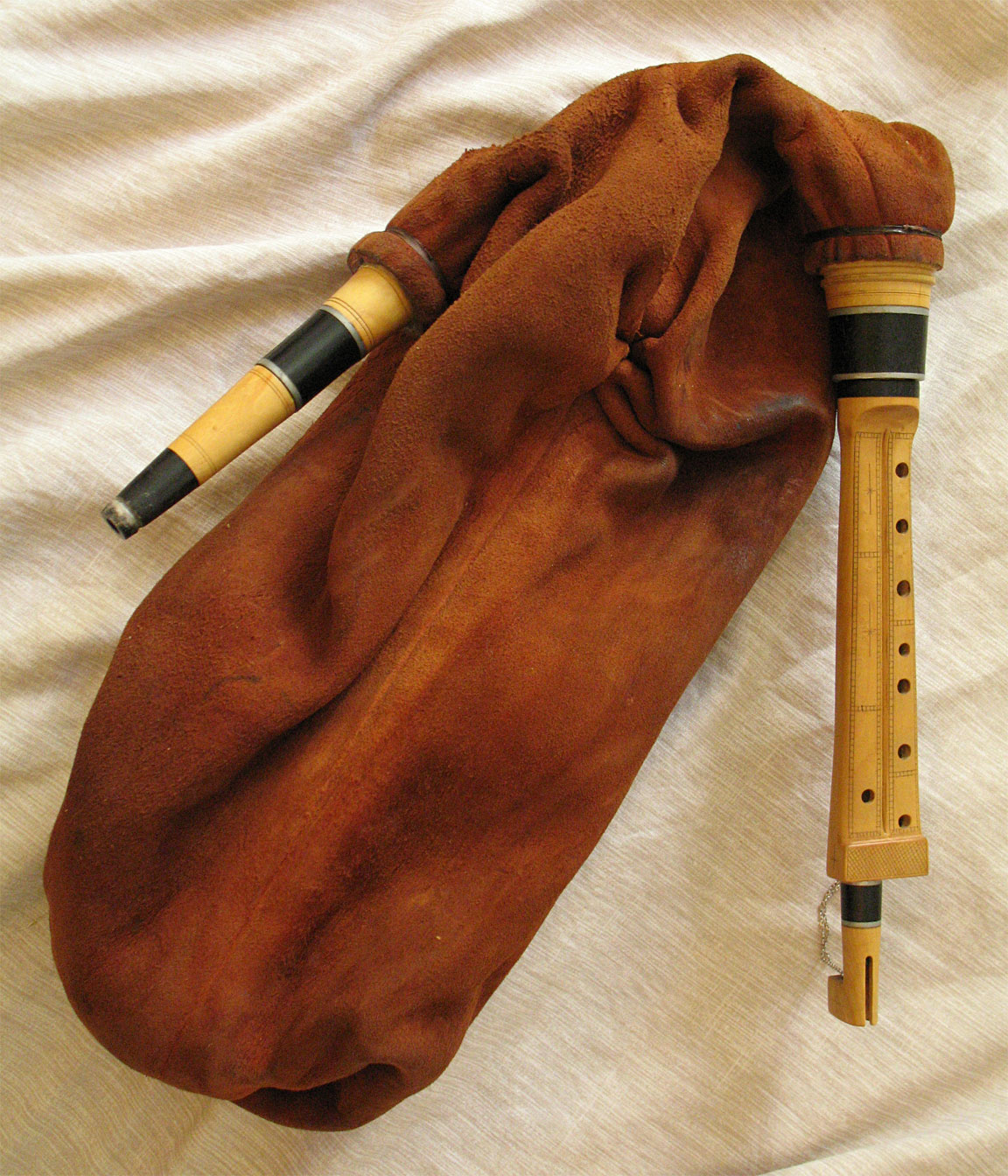
A Boha gascão
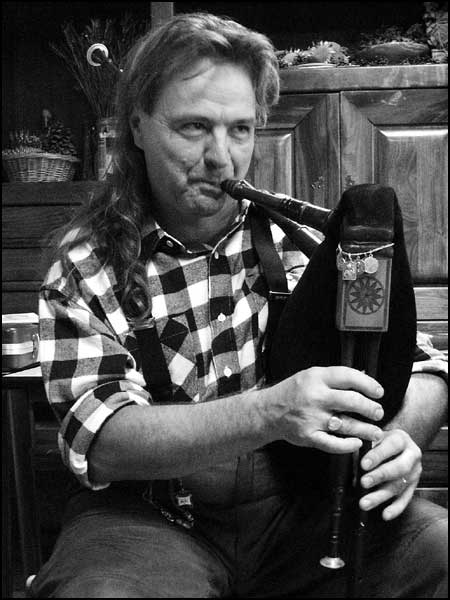
Musette du centre

### A Holanda ea Bélgica

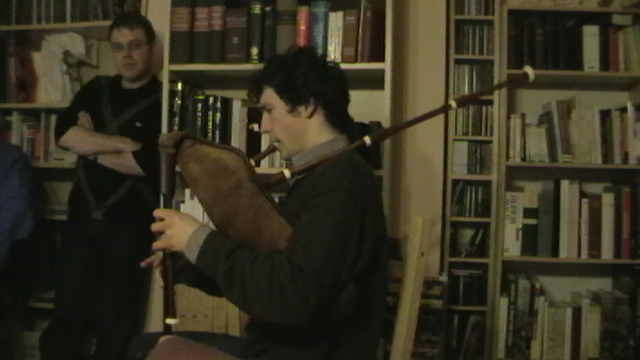
Pupsak, gaita de fole na Valónia (Bélgica)

- Doedelzak ou pijpzak: Jogando um Flandres e Países Baixos. Este tipo de gaita de fole é conhecida para a pintura de Pieter Brueghel o Velho é uma ferramenta para ser extinta, mas que foi recuperado no final do século XX.
- Muchosa ou muchosac: utilizado na região de Hainaut em Valónia, ao sul de Bélgica

### Alemanha
- Dudelsack. Uma gaita-de-fole alemã com dois bordões, um grave e um baixo. Também chamada de "Schäferpfeife" ou "Sackpfeife". Os dois bordões são encaixados em um suporte, não descansando sobre os ombros do gaiteiro, mas sim ficando à frente do fole.
- Mittelaltersackpfeife (gaita-de-foles medieval). Refere-se à reconstrução de modelos de gaita-de-foles produzidos na Idade Média, a partir das descrições de Michael Praetorius e pinturas e gravuras de Albrecht Dürer, entre outros. Embora o exterior seja reconstruído a partir destas fontes, seu interior não pode ser precisado, ficando muitas vezes com o som muito parecido com a "Great Highland Bagpipe" escocesa. Normalmente estas gaitas têm uma afinação pouco comum, geralmente sendo utilizadas por grupos especializados na interpretação de músicas medievais.
- Hümmelchen é uma pequena bagpipe com a aparência de uma pequena "Dudelsack" medieval. O som é semelhante ao de uma gaita de Uilleann.

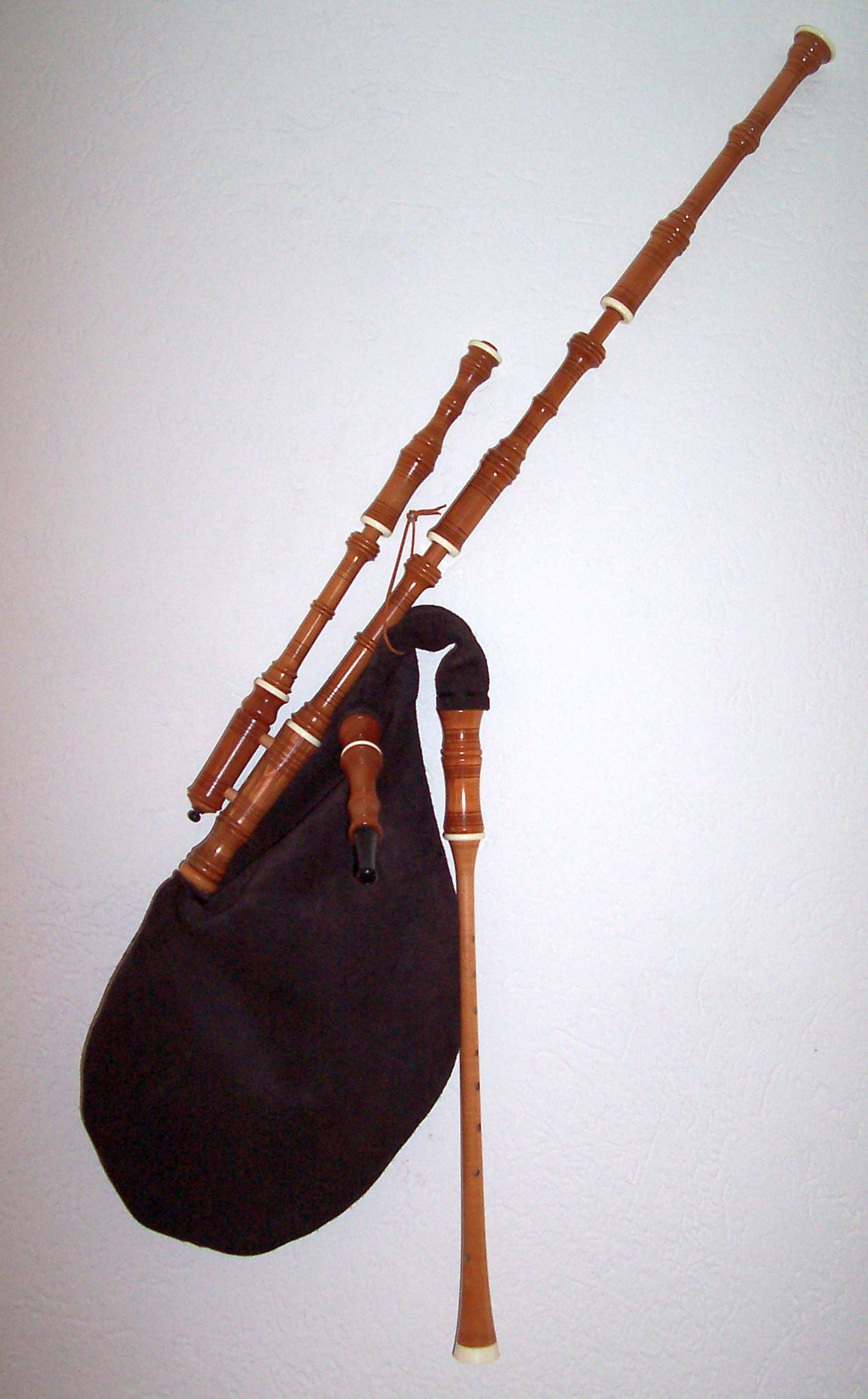
Schäferpfeife (gaita dos pastores) da Alemanha
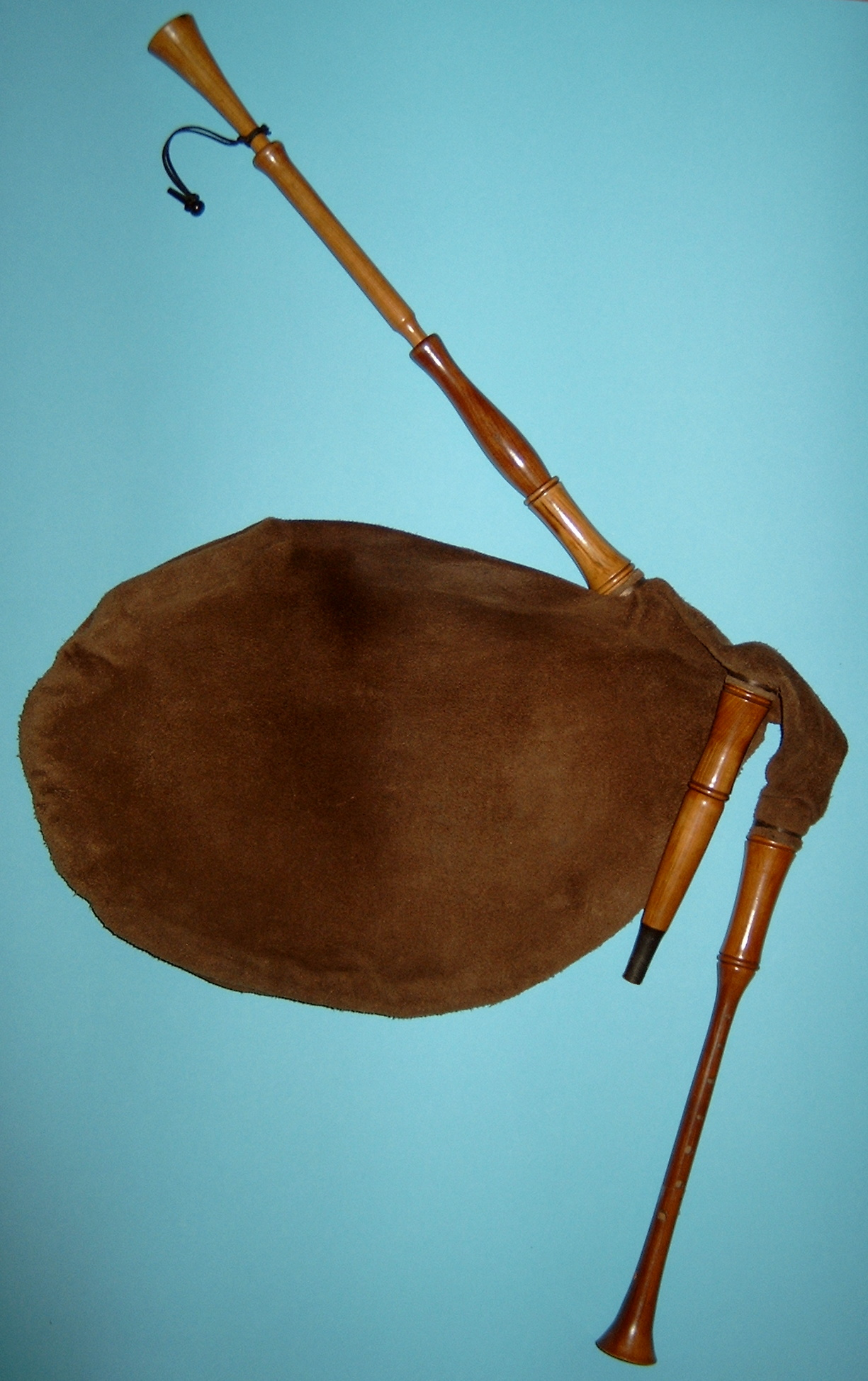
Schäferpfeife

### Suíça
- Sackpfeife Suíça, era um instrumento comum, na sua música tradicional de a partir da Idade Média até o início do século XVIII, documentada na iconografia como a escrita fontes. Tinha um ou dois e um refrão com grall palheta dupla. Além disso, "Sackpfeife" é o nome genérico de "gaita-de-fole" em alemão.

### Áustria
- Bock (literalmentecabra): com uma gaita de fole fole sinos e ampla no final da beading e único grall.

## Norte da Europa
- Säckpipa é ao mesmo tempo a denominação genérica de bagpipe em Sueco eo nome do tipo específico de bagpipe própria Suécia. Na primeira metade do século XX, foi muito perto da extinção. Tem um tubo cilíndrico e um única palheta beading e um único sintonizado exactamente a mesma altura que a nota mais grave grall.
- Torupill: é uma tradicional bagpipe de Estónia grall com uma simples língua e uma alça de entre um e três. SUP> MP3 </ sup>
- Säkkipilli: O finlandês bagpipe desapareceu, mas foi recuperada por músicos tais como Petri Prauda.
- Sekminių ragelis um bagpipe própria na Lituânia.
- Dúvidas: o letão bagpipe, com uma língua grall com uma única e simples beading.

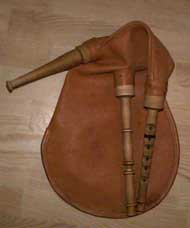
Säckpipa construído por Leif Eriksson
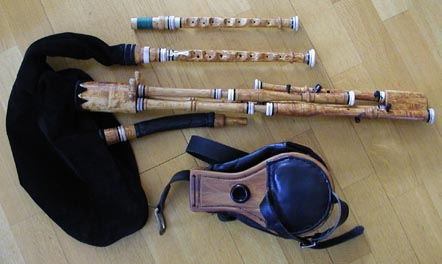
Säckpipa da Suécia
Torupil, estónia bagpipe Torupil, estónia bagpipe

## Europa Oriental
- Volynka (Волинка em ucraniano, russo Волынка): Um bagpipe eslavo. Etimologicamente o nome do teste região Voyn, em Ucrânia onde era popular.
- Dudy, também chamado de alemão "Bock". É uma gaita de fole da República Checa equipado com um fole, beading e com uma longa curva grall que perto do final.
- Será que o bagpipe Cimpoi Roménia, que tem um refrão e uma reta grall, e que um estridente som menos do que os pais dos Balcãs.
- Duda Magyar que é definitivamente húngaro, também é conhecido asnamestömlősíp, bőrdudaand[[dúvida [ [Croácia | croata ]]]]) grall tem um duplo (dois tubos paralelos transportados no mesmo bloco de madeira e, na verdade versões da Croácia têm três ou até quatro), com uma simples língua. O refrão é simples e grave. É um típico exemplar do grande grupo de gaita de fole ser reproduzida na bacia do Cárpatos.

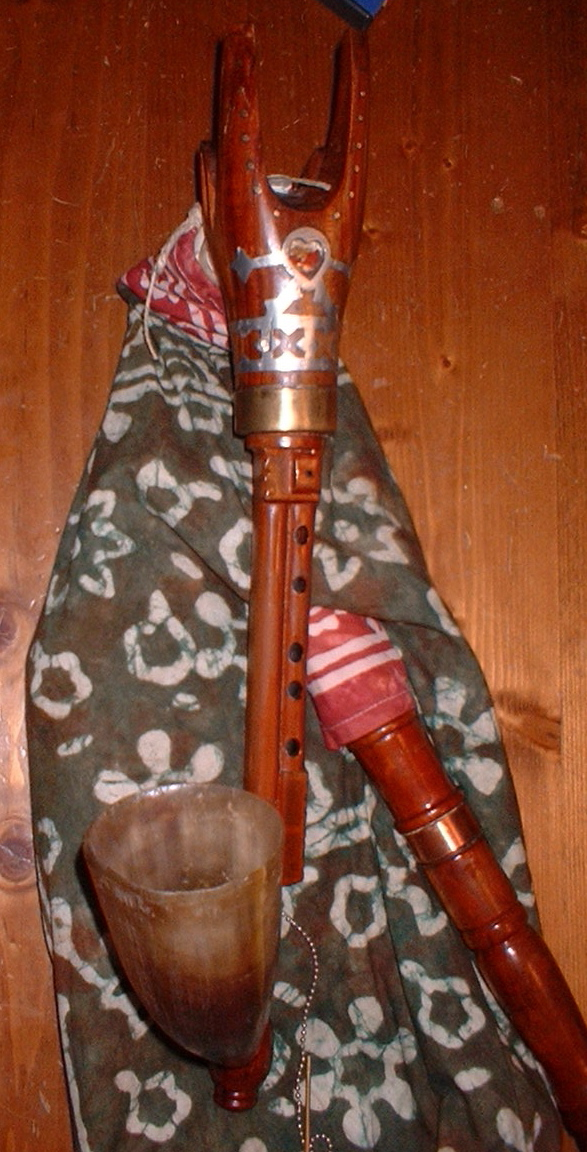
Duda de Hungria
Volinka ucranianos Volinka ucranianos
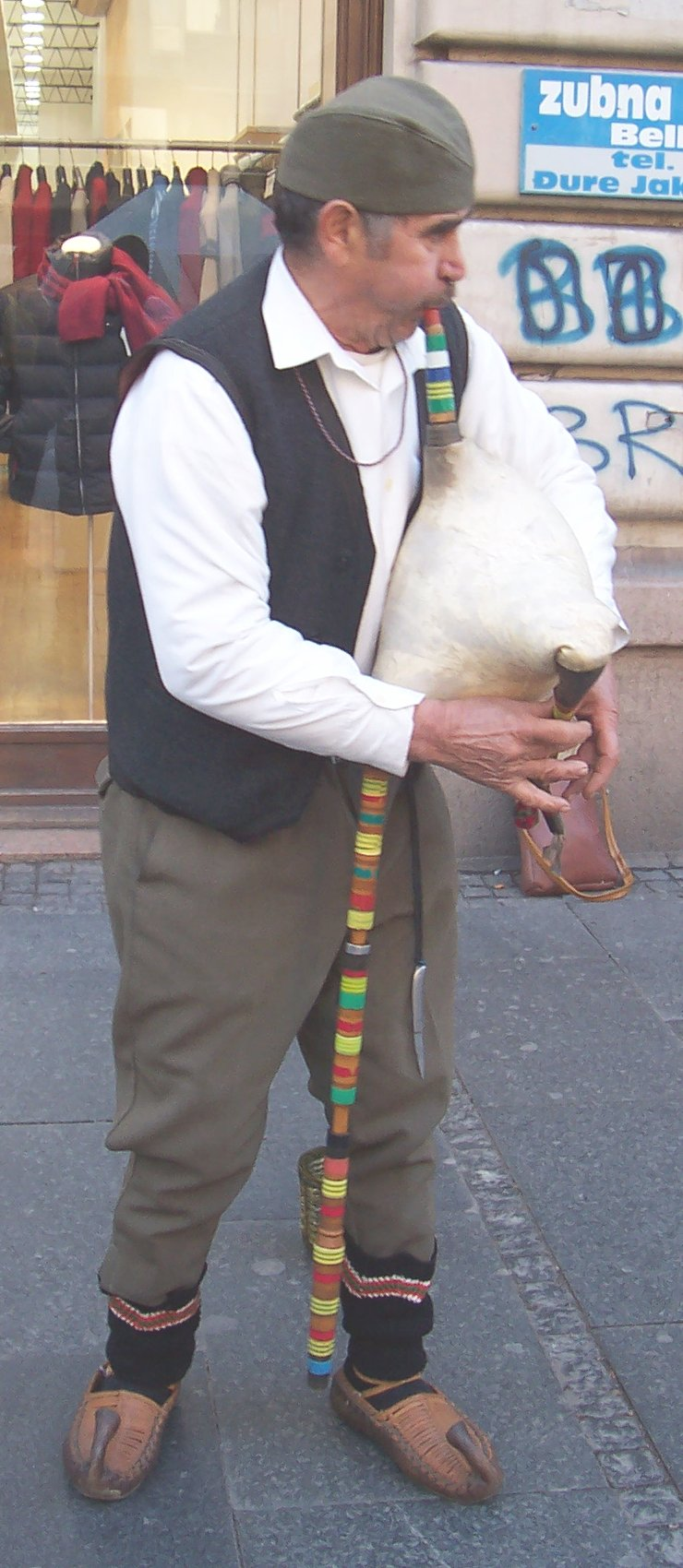
cornamusaire Sérvio

### Os Balcãs
- Gaida (o grande Kaba Gaidado rhodope montanhas na Bulgária). É uma gaita de fole com uma grall beading e que é um Bulgária, Macedónia, Grécia e Albânia.
- Irstarski Mim', Piva ou de istrianos é uma gaita de fole com dois croatas e grall beading. Tanto Gralla, são cortados paralelamente dentro de uma única peça de madeira em uma retangular prismática. Simples língua e têm utilizado l 'istrianos escala.
- Gajdy ou gajde é o nome de vários tipos de bagpipe própria de várias partes da Europa Oriental, tais como Polónia, Sérvia, Eslováquia e Croácia .
- Duda, que é usado em partes da Croácia.

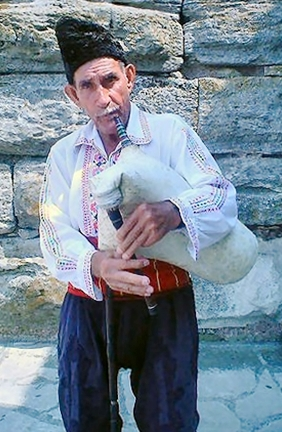
Sonador de Gaida, Bulgária
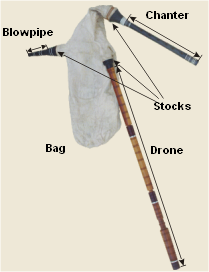
Búlgaro Gaida
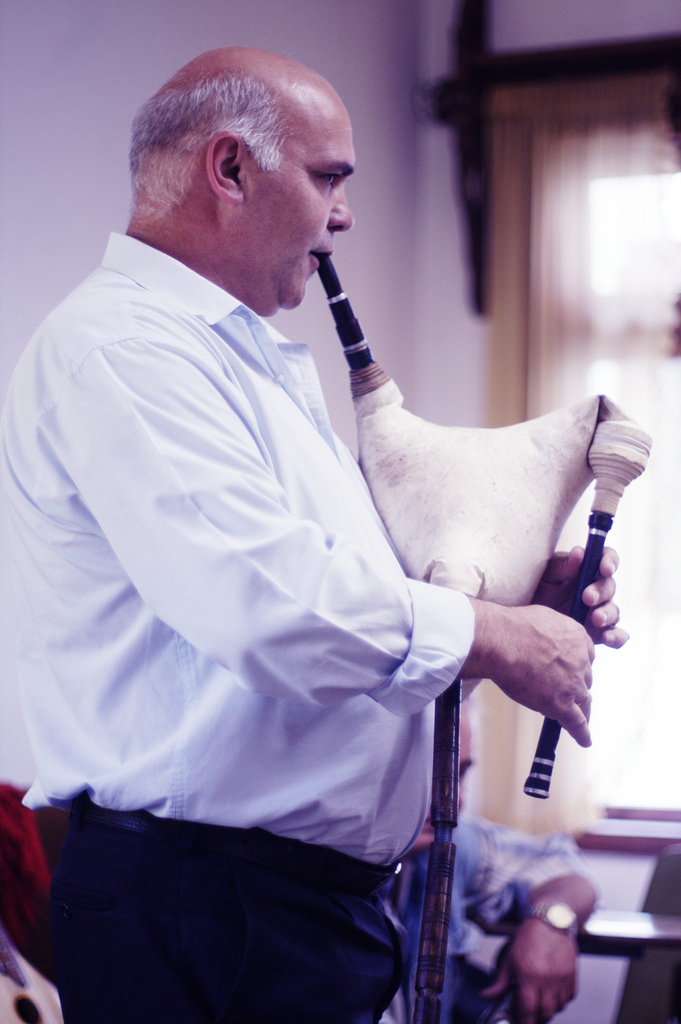
Sonador de Gaida, Bulgária
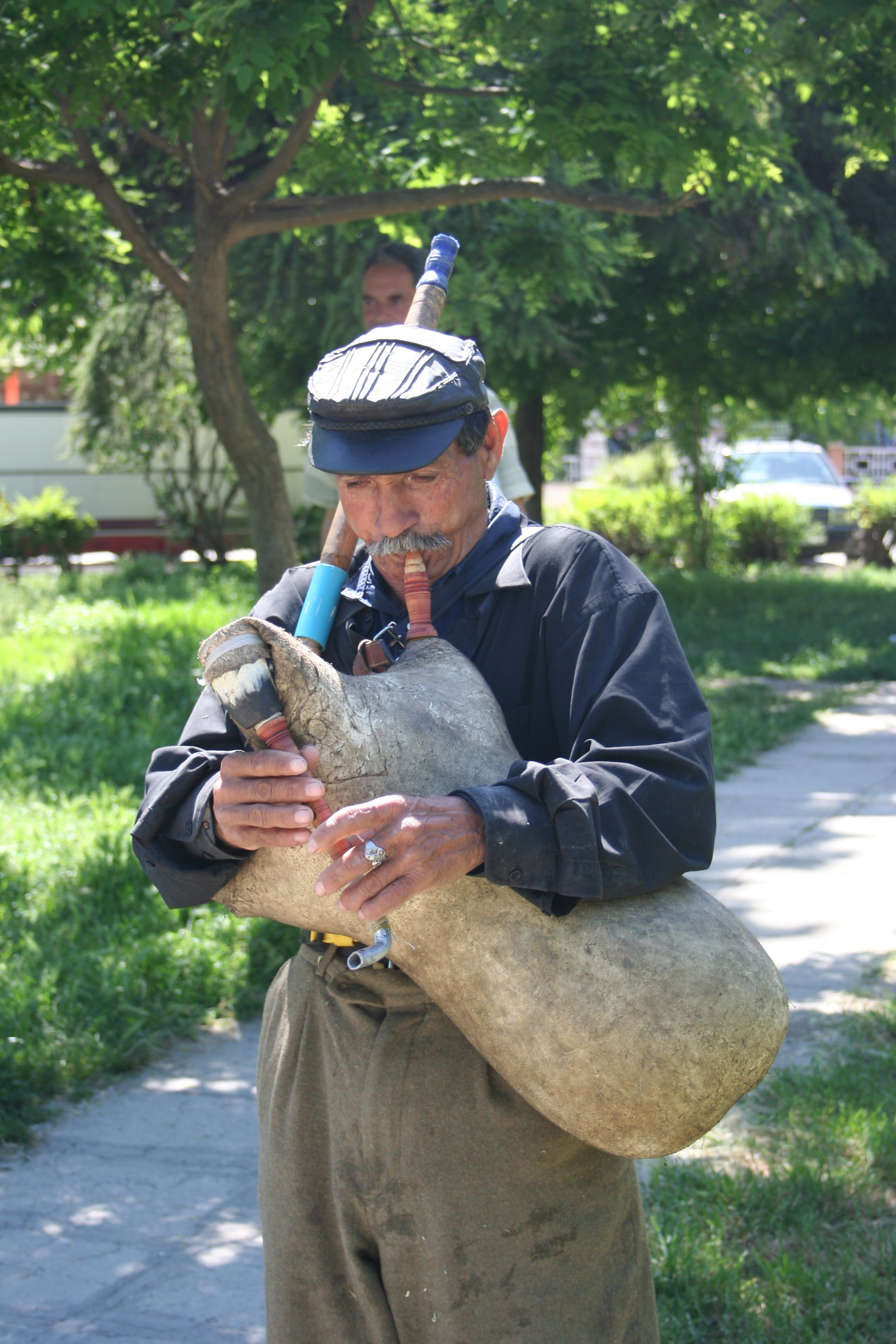
bagpipe Albanês
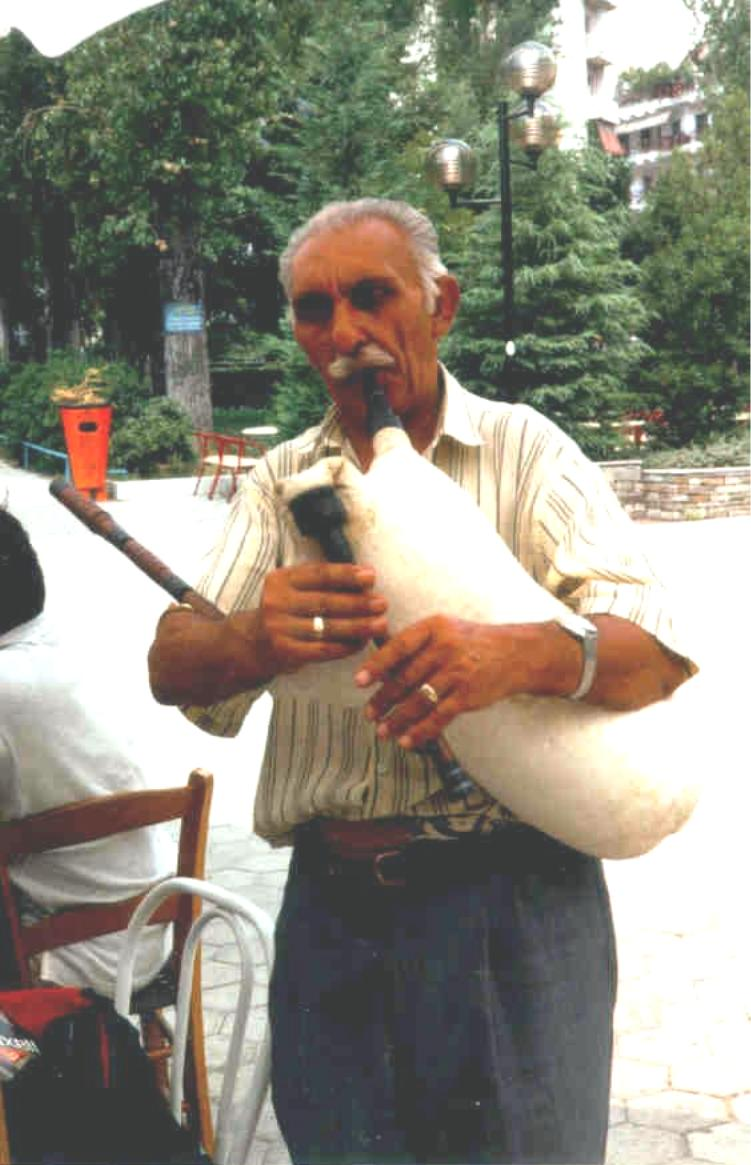
Gaida da Macedónia
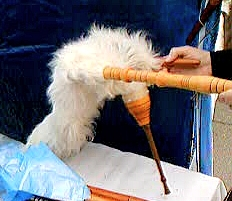
Cimpoi da Roménia
Cimpoi da Roménia

### Polonês

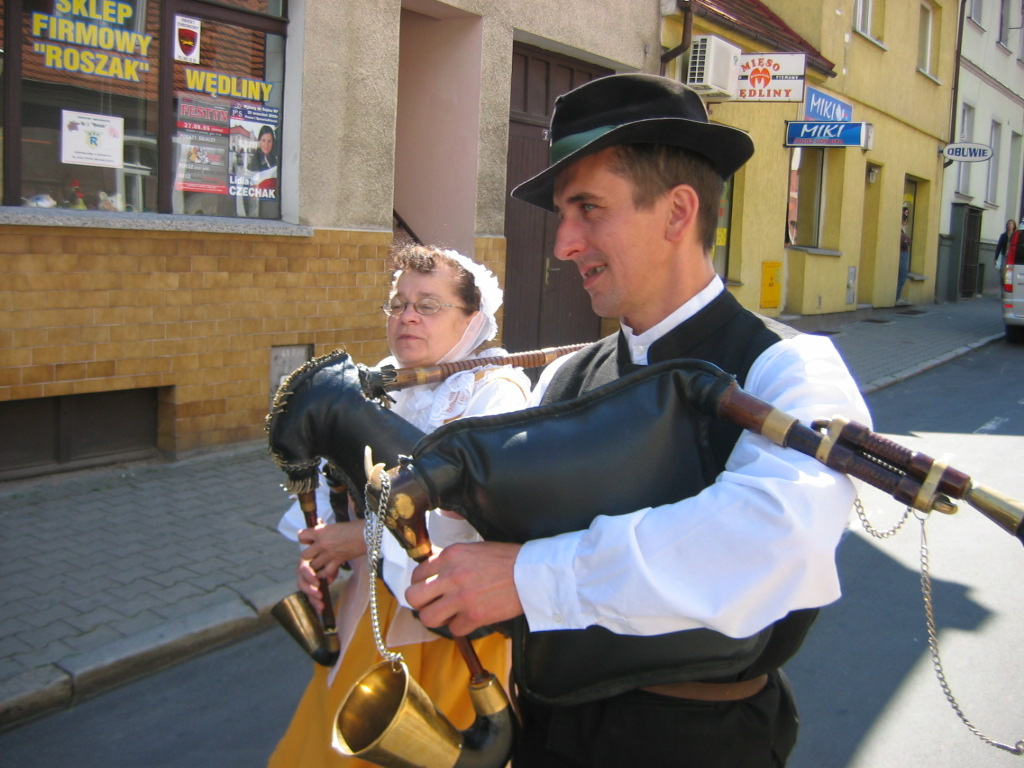
Dudy da Polónia

Os nomes genéricos de bagpipe em polonês são  Koziol ' orgajdy Koza (cabra), por vezes, erradamente escrevekobza. Usado na música folclórica de Podhale Żywiec Beskid Cieszyn Silésia, e especialmente no Grande Polónia sabe onde quatro grandes variantes de tipos básicos de bagpipe:
- Dudy wielkopolskie (Grandes polonês bagpipe), com duas subtiopus: Gostyn Rawicz e Koscian Buk
- Koziol Bialy weselny ou Bialy Koziol (Cabra casamento cabra branca ou branco, sempre com referência ao material que é o bot).
- Koziol Czarny ślubny ou Koziol Czarny (como antes, mas em preto).
- Sierszeńkis

Ao sul da região de Podhale é uma espécie de "dudy" para ser chamado de "Koza" ou "gajdzica.

## Europa do Sul

### Península Ibérica
Gaitas Espanhol e Português: "gaita",gaita de fole, gaita de boto,saco, moansof bagpipes folandde gaita fuelleare termos genéricos para a gaita de fole na Inglês Galiza espanhol, Catalunha e Aragão para diferentes tipos de bagpipe utilizado na Galiza, Astúrias Cantábria, Catalunha Aragão e do Português regiões e municípios de Trás-os-Montes e Alto Douro Estremadura Minho e Beira Litoral. Cada área dá o nome genérico para o seu próprio tipo de gaita de fole :' gaita galega (Galego ),' gaita transmontana (Trás-os-Montes, Portugal),asturiano bagpipes (Astúrias) ' "gaita sanabresa (Sanabria), gemidos saco (Catalunha ),gaita de foles(Mallorca), gaita de boto (Aragão) ' 'etc. A maioria tem um grall perfuração com um tubo cônico segunda oitava incompleta obtido crescente pressão buf. Cada vez mais popular nos últimos anos tocando diferentes instrumentos e, em algumas áreas, foram organizados sob a forma de bandas.
- Gemidos saco, a gaita de fole de Catalunha. Um tipo de bagpipe muito usado como um Maiorca, que é chamado gaita de foles orpluralhornpipe; brinca com Flauta e bateria .
- Gaita gallega é o tipo de bagpipe utilizado na música tradicional da Galiza e Minho em Portugal.

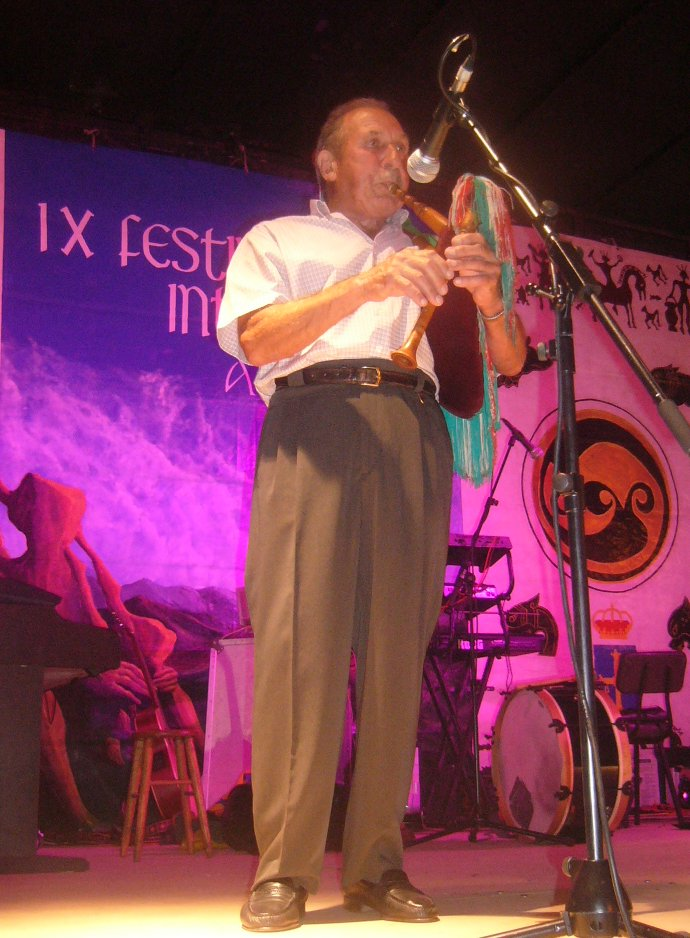
Gaita asturiana
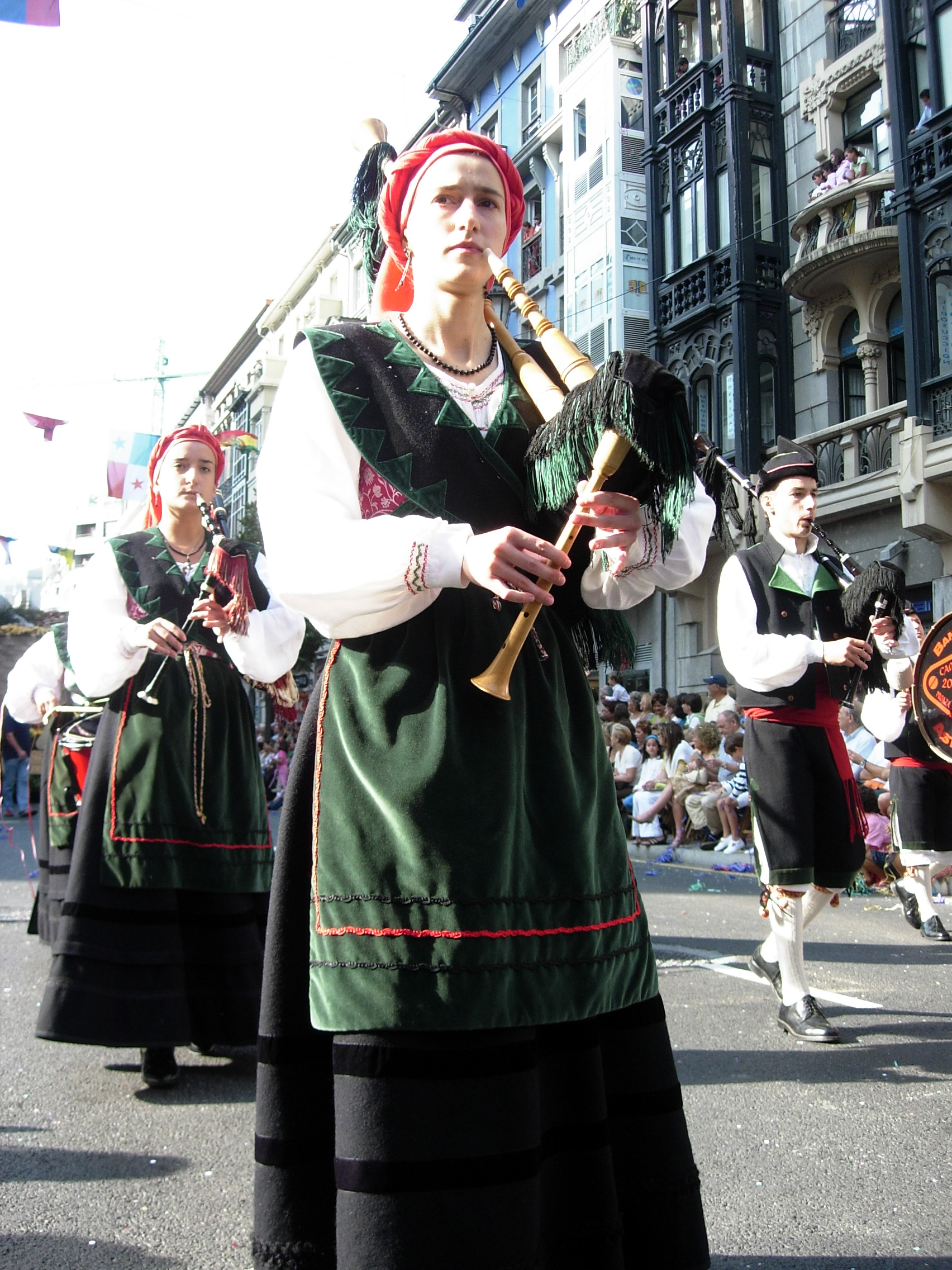
Gaita asturiana
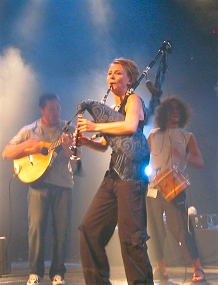
Galego Gaita
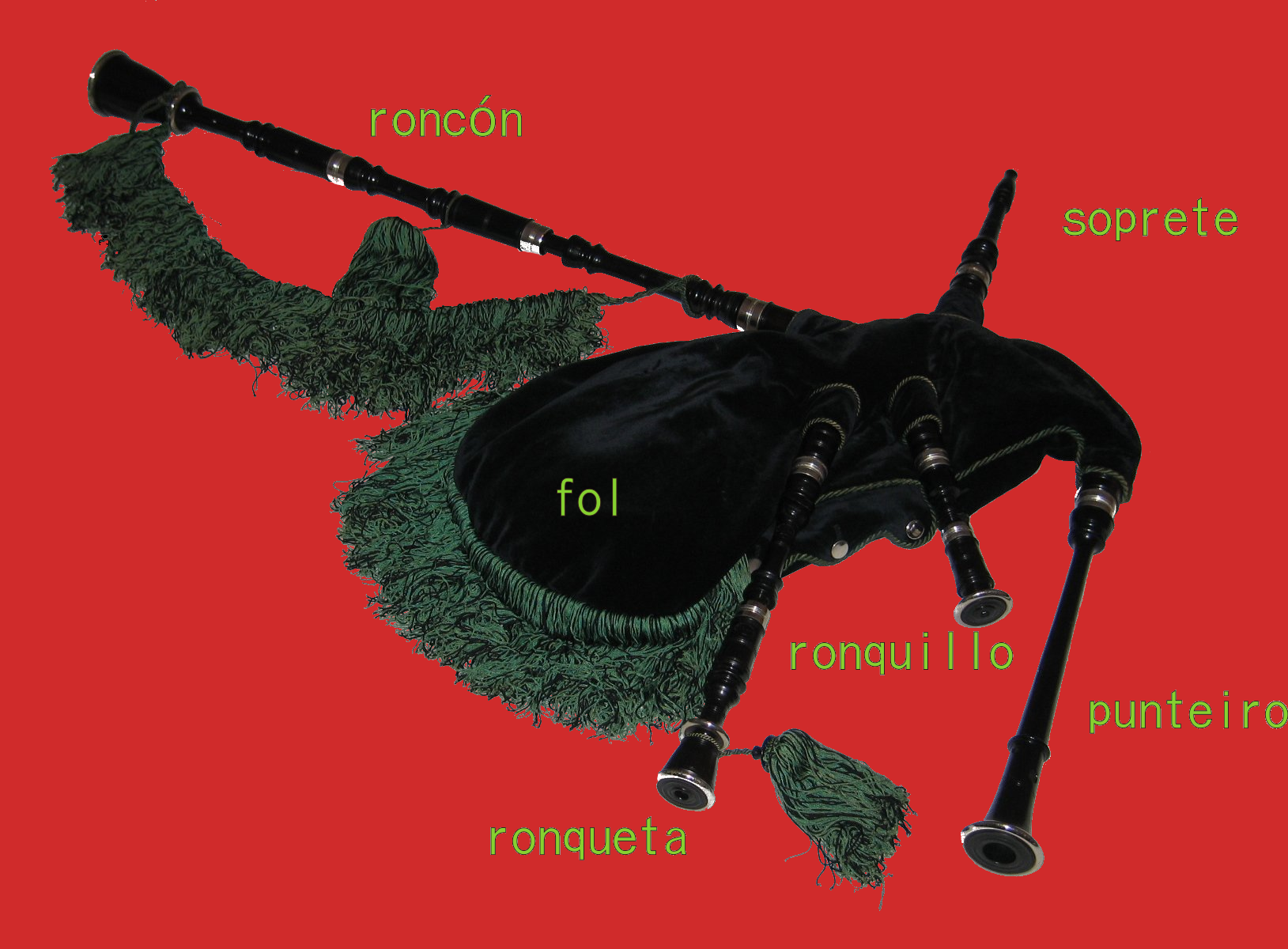
Galego Gaita
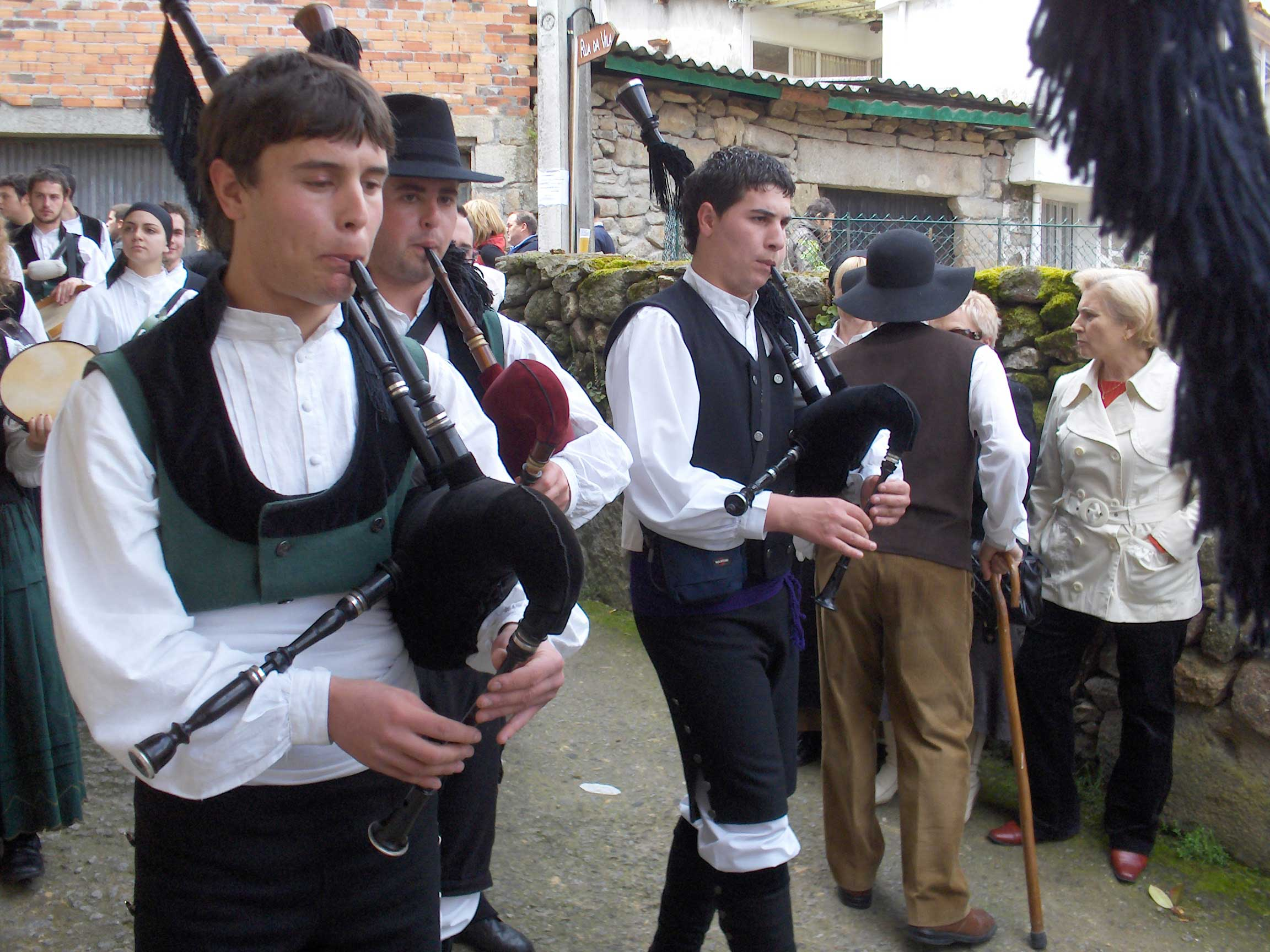
Galego Bagpipes
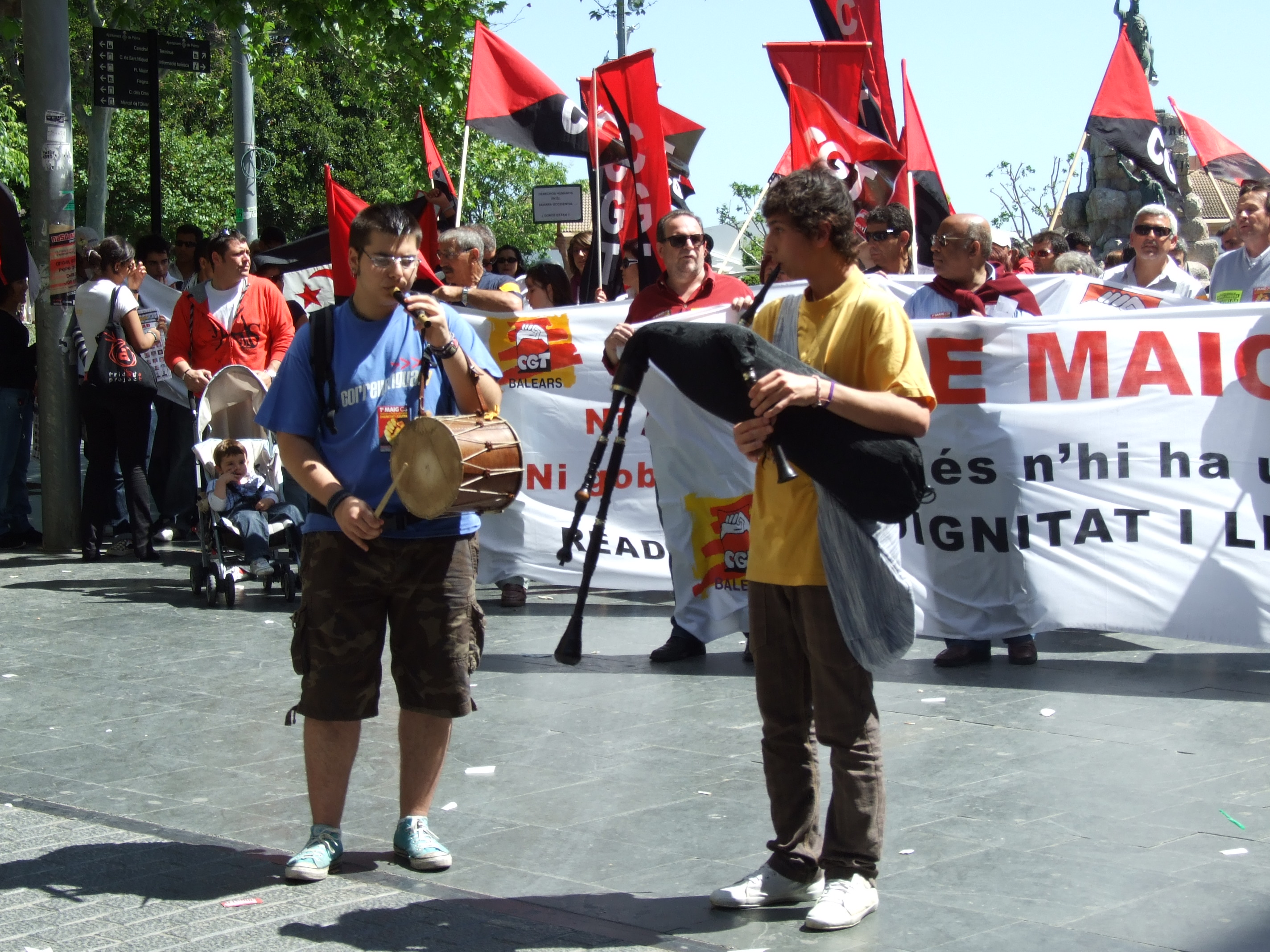
gaita de foles de Mallorca
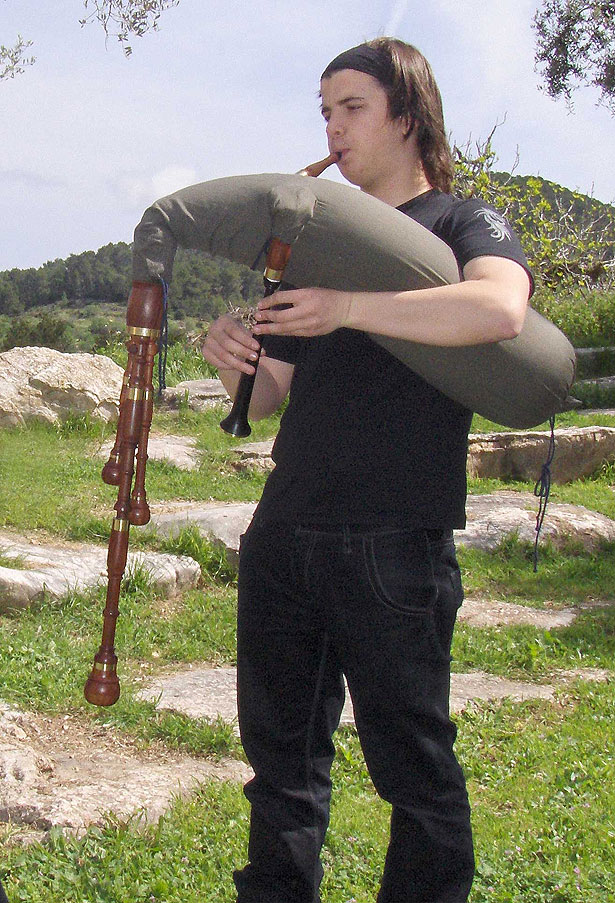
gaita de foles
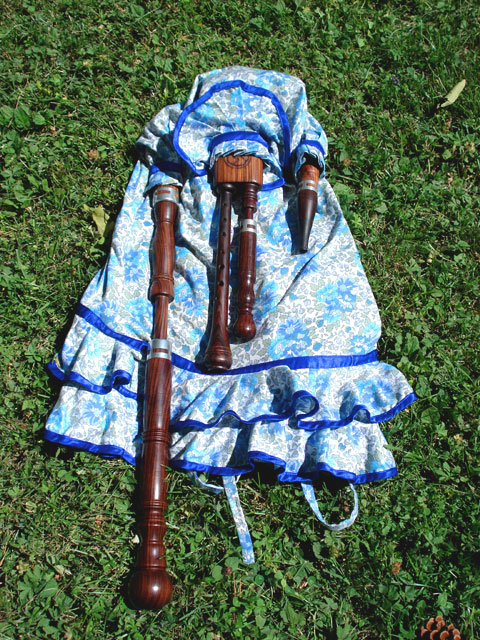
Gaita de boto, de Aragão
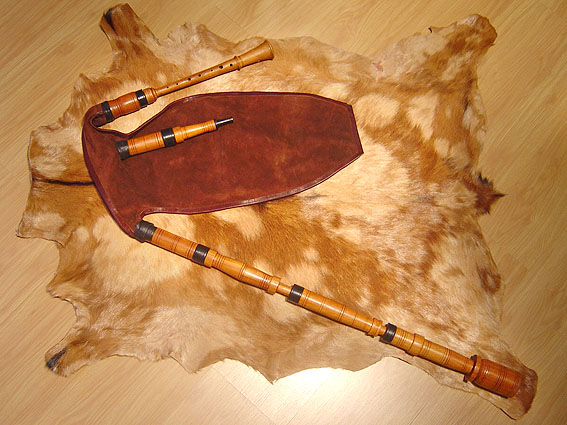
Gaita transmontana
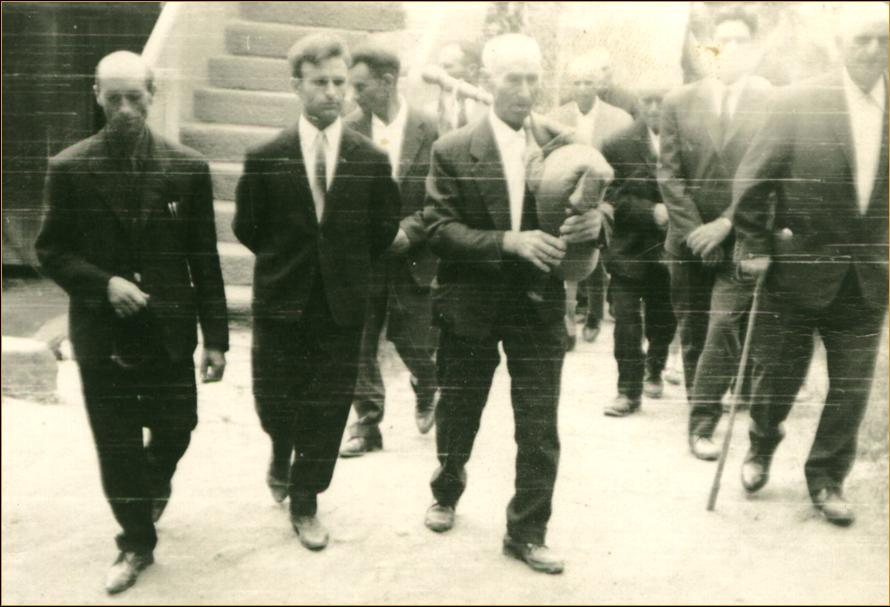
sanabresa Gaita
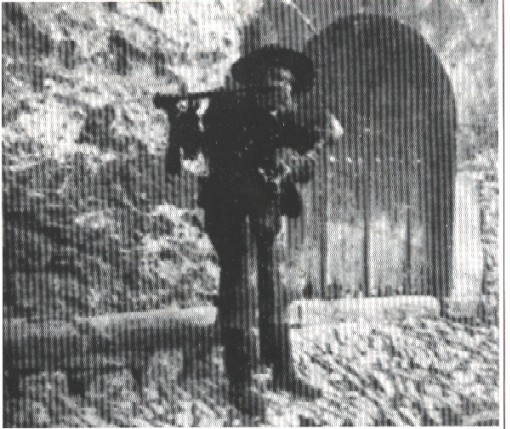
El Tiofresh, gaitas de Ventrosa (La Rioja), por volta de 1920, tocando uma gaita de fole riojana

### Itália
- Zampogna é o nome genérico para o bagpipe italiano, localizados em diferentes estádios, duas Gralla (em diferentes regiões do lpaís) e um baixista para três (em alguns casos o beading pode soar simples para a quinta nota da fundamental grall).
- Piva, norte da Itália (Bergamo, Emilia). Grall com um refrão, palhetas duplas, muitas vezes jogou com a piffero. O primeiro tipo de Begamo recebeu Baghèt nome.
- Launeddas por Sardenha. Embora não estritamente como um bagpipe é não ter jogado em soprar circular respiração, e é provavelmente um antepassado das zampogna com os seus dois grall e beading, todos com o simples língua. Seu tamanho pode variar entre cerca de 30 cm. a quase um metro de comprimento.
- Baghèt uma gaita de fole como a Piva, que jogou na região de Bergamo (ver: LMO: Baghèt)

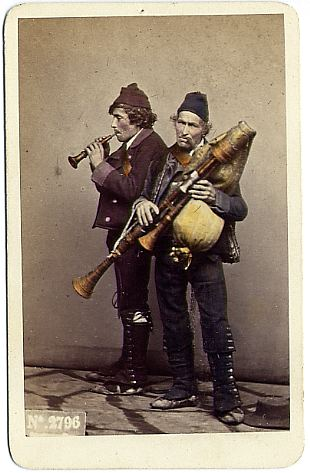
zampogna
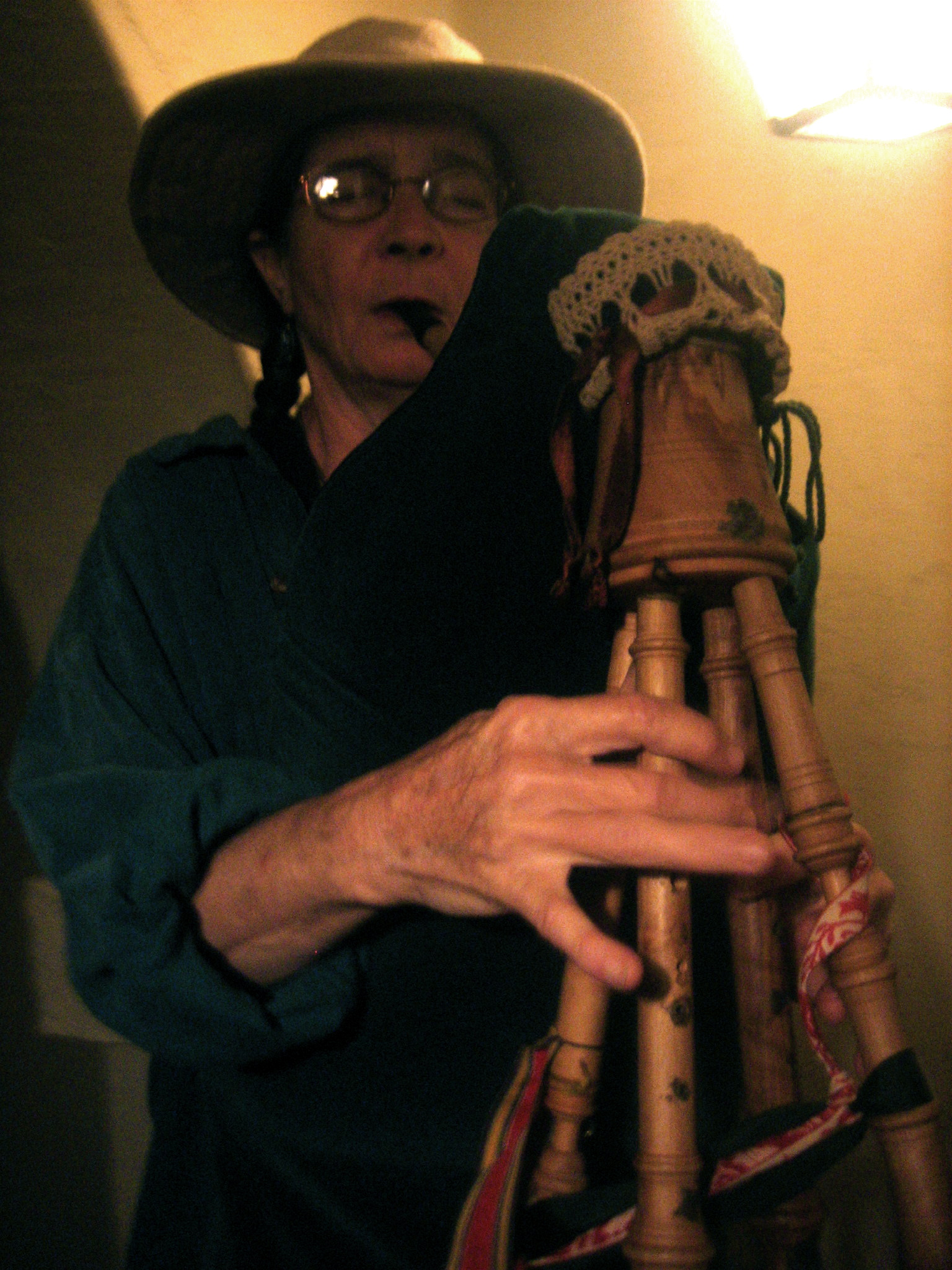
zampogna

### Malta
- Żaqq (com artigo definido: żaqq-iz) é o mais comum da ilha bagpipe: duas simples Gralla palheta e beading

### Grécia

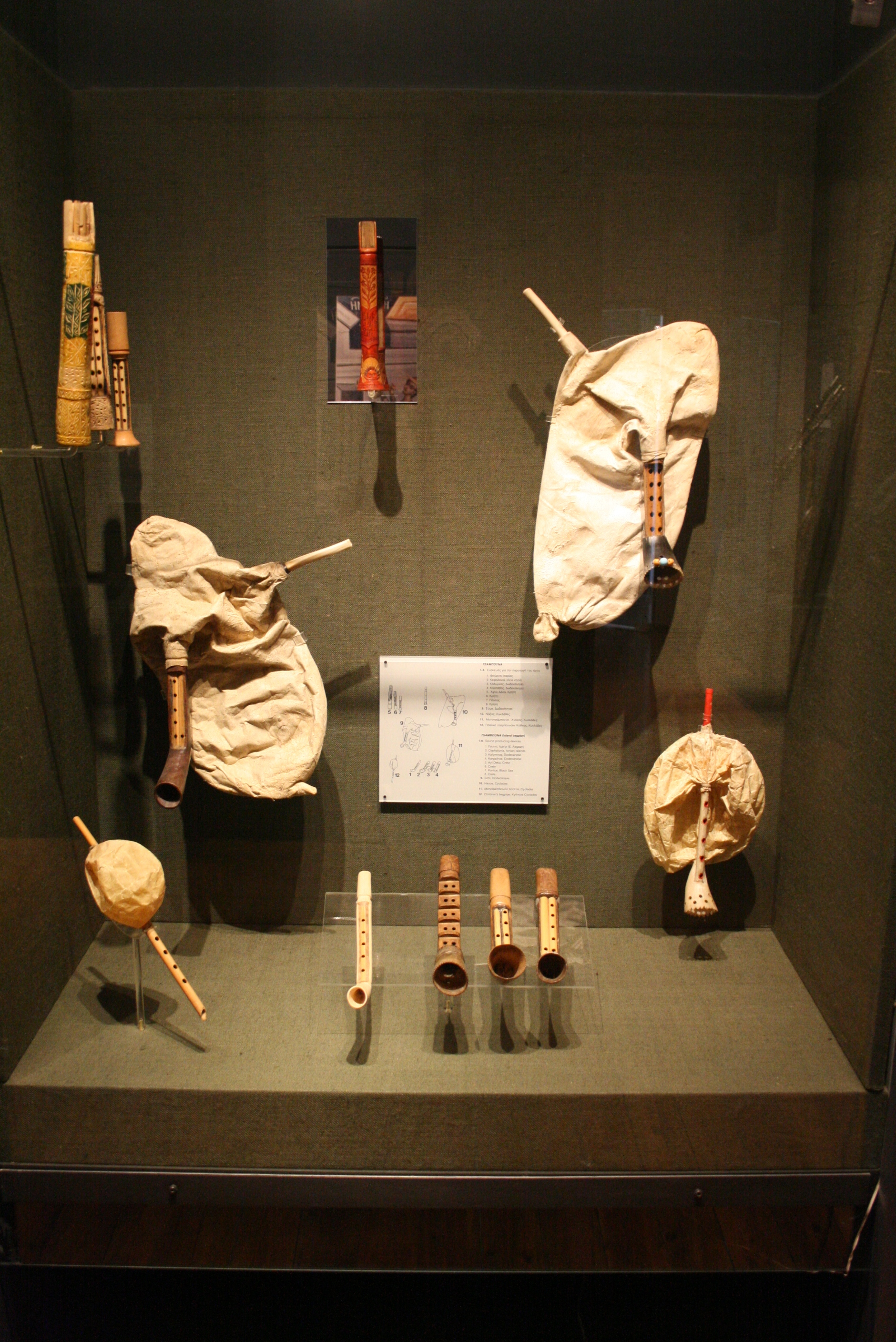
Tsambounas e Gralla tsambouna do Museu de grego instrumentos tradicionais de Atenas

Askomandoura (em grego ασκομαντούρα) bagpipe de Creta  @ N03/1727505927 / foto 
- Tsambouna (em grego τσαμπούνα) bagpipe de ilhas gregas grall dupla com beading e um barco feito de uma cabra pele íntegra.

## Sudoccidental Ásia

### Anatólia

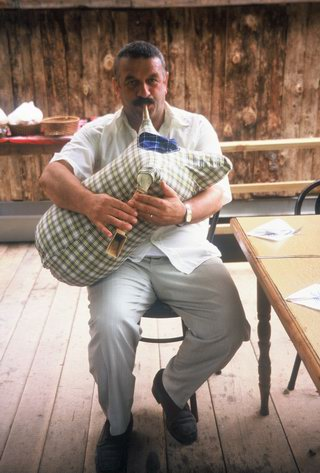
Tulum, na Turquia

- Dankiyo Uma palavra de Pontic para se referir à gaita de fole, que é utilizado na província de Trebisonda na Turquia.
- Tulum bagpipe e Gralla dois a absterem-se de províncias turcas de Rize e Artvin. Normalmente jogando o LAZ eo Hamshenis.
- Gaida normalmente utilizado para os traços, e os turcos Pomacos na Turquia.

### Cáucaso
- Parkapzuk (em Arménia Պարկապզուկ): um tipo de gaita de fole próprio sem beading de Arménia.
- Gudastviri (em Geórgia გუდასტვირი) com dois Gralla e jogado em Geórgia, também chamada chibonior stviri.

### Golfo
- Habban (árabe 'نابح'): um termo genérico que abrange muitos tipos de gaita de fole, incluindo bagpipe beduíno de Lisboa e um da moderna Great Highland bagpipe, que é jogado em Omã.
- Khirbat (ةبرق): Um tipo de gaita de fole sem beading e dois Gralla, originalmente desempenhado pela minoria dos iranianos.

### Irão
- Ney anban (persa:نابنا ین): persa bagpipe sul de Irão, com um saco feito de pele animal.

## Norte de África

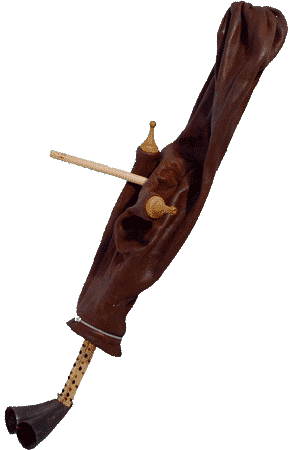
Mizwad na Tunísia

- Mizwad (em árabeمزود pluralمزاود   mazāwid) bagpipe de Tunísia Gralla dois termina com dois vaca chifres.
- Zokra (((lang-ar |زكرة}}): uma espécie de um famoso bagpipe Líbia, com dois Gralla, cada vaca terminou com um chifre.